# ایو (رومانی)
شهر ایو (به رومانیایی: Aiud) در شهرستان البه در کشور رومانی واقع شده‌است. جمعیت این شهر ۲۸٬۹۰۹ نفر  است.